# OMON "Akhmat-Krepost'"
L'Unità Speciale Mobile di Polizia (OMON) per i trasporti "Akhmat-Krepost'" (in russo Отряд Мобильный Особого Назначения (на транспорте) «Ахмат-Крепость»?, Otrjad Mobil'nyj Osobogo Naznačenija (na transporte) «Akhmat-Krepost'»; lett. "Fortezza di Akhmat") è un'unità speciale inquadrata all'interno delle truppe della Guardia Nazionale della Russia (Rosgvardija), de facto subordinata al capo della Repubblica Cecena Ramzan Kadyrov, di stanza a Groznyj. 
L'unità opera con la sua controparte OMON "Akhmat-Groznyj". 

## Storia
L'unità OMON è stata costituita nel 2000.
Nel novembre 2021, l'unità è stata intitolata al primo presidente della Repubblica Cecena, Akhmat Kadyrov. Dal 2022 l'unità è impegnata nell'invasione russa dell'Ucraina. Vari analisti hanno affermato che l'OMON, insieme alle altre unità "Akhmat", era in prima linea nelle prime settimane dell'invasione, quando ancora la campagna veniva vista dal comando generale russo come una questione di pochi giorni. Successivamente sarebbe stata incaricata di sorvegliare e controllare i territori ucraini occupati.
In un'intervista con i media ceceni, il vicecomandante, tenente colonnello Sulambek Atazov, ha affermato che l'"Akhmat-Krepost'" sia stata in Ucraina tre volte, in particolare nella regione di Zaporižžja. Queste affermazioni non sono state confermate da fonti indipendenti e quindi rimane il dubbio che l'unità dia un vero contributo alle forze russe.
Nel gennaio 2025, il comando dell'unità è passato ad Abdul-Kerim Kadyrov, cugino del leader della Cecenia ed ex comandante del centro addestramento del SOBR "Akhmat". La sua nomina è stata interpretata come puro nepotismo e un modo per sostenere l'immagine della sua famiglia.

## Comandanti
- Tenente colonnello Arslan Gakaev (20?? - 2020)[5]
- Colonnello Adam (Aslan) Khirziev (2020 - 2025)[6][7]
- Maggiore Abdul-Kerim Kadyrov (2025 - in carica)[8]